# 鸟嘴科
鸟嘴科（学名：Iblidae）为鸟嘴目的一个科。

## 下级分类
本科包括以下属：
- 鸟嘴属 Ibla Leach, 1825
- 新鸟嘴属 Neoibla Buckeridge & Newman, 2006